# Circ de Tromosa
El circ de Tromosa (en francès:Troumouse) és un circ glacial que es troba al vessant nord del Pirineu, al departament dels Alts Pirineus. Forma part de la conca del riu Garona. Diversos pics d'entre 2.800 i 3.100 metres constitueixen el circ, que amb quatre quilòmetres de diàmetre és un dels més grans de la serralada: La Múnia (3.133 m.) i el Pic Tromosa (vèrtex geodèsic de 3.085 m).